# Beretbinə (Zaqatala)
Beretbinə è un comune dell'Azerbaigian situato nel distretto di Zaqatala. Conta una popolazione di 178 abitanti.